# Troy Nehls
Troy Edwin Nehls (Beaver Dam, 7 aprile 1968) è un politico statunitense, membro della Camera dei Rappresentanti per lo stato del Texas dal 2021.

## Biografia
Nato nel Wisconsin, figlio di Edwin Nehls che partecipò alla guerra di Corea e fu sceriffo della contea di Dodge, sempre nel Wisconsin, Troy Nehls si è arruolato nelle riserve dell'esercito nel 1988 svolgendo turni di servizio in Bosnia, Iraq e Afghanistan e guadagnando due stelle di bronzo. Si è laureato alla Liberty University e ha conseguito un master in giustizia penale presso l'Università di Houston-Downtown.
Diventato sceriffo della contea di Dodge e successivamente, trasferitosi nel Texas, ha prestato servizio in polizia, venendo licenziato per aver distrutto delle prove. Nel 2012 è stato eletto sceriffo della Contea di Fort Bend.
Entrato in politica con il Partito Repubblicano, nel 2020 si è candidato alla Camera dei Rappresentanti per il seggio lasciato da Pete Olson, riuscendo ad essere eletto deputato con il 52% dei voti.
Nella sua prima settimana da membro del Congresso, Nehls e altri deputati sono stati visti assistere la polizia del Campidoglio degli Stati Uniti a barricare la porta del piano della Camera dai manifestanti durante l'assalto del 2021 al Campidoglio.
Il 7 gennaio 2021, Nehls si è unito ad altri 121 membri del Congresso nel contestare la validità del conteggio elettorale del 2020.  Il 13 gennaio 2021 ha votato contro il secondo impeachment del presidente Donald Trump. 

## Vita privata
Nehls ha un fratello gemello, Trever. Un altro fratello, Todd, ha prestato servizio nella Guardia Nazionale dell'Esercito del Wisconsin ed è un ex sceriffo della contea di Dodge. Trever è succeduto a Troy come agente per la contea di Fort Bend nel 2013 e ha vinto la nomination repubblicana per succedergli come sceriffo della contea di Fort Bend nel marzo 2020. 
Nehls e sua moglie, Jill, un'educatrice, hanno tre figlie.